# Nomós Irakleíou
Nomós Irakleíou var en prefektur i Grekland.   Den låg i regionen Kreta, i den sydöstra delen av landet, 300 km söder om huvudstaden Aten. Antalet invånare var 302 846.
Perfekturen ombildades 2011 till regiondelen Heraklion.
Prefekturen var indelad i 26 kommuner och den nya regiondelen är indelad i åtta kommuner:

- Dimos Archanes-Asterousia
- Chersonisos
- Dimos Faistos
- Dimos Gortyna
- Dimos Heraklion
- Dimos Malevizi
- Dimos Minoa Pediada
- Dimos Viannos